# Gary Lightbody
Gary Lightbody, né le 15 juin 1976 à Bangor en Irlande du Nord, est le leader du groupe de rock indépendant Snow Patrol, fondé en 1994. Il est le compositeur des chansons de son groupe, ainsi que son chanteur et guitariste.

## Biographie
Gary Lightbody est le fils de Jack et Lynn (née Wray) Lightbody. Il a une sœur, Sarah. Il fait ses études à la Rockport School, près d'Holywood, puis au Campbell College de Belfast.
En 1994, il quitte l'Irlande du Nord pour continuer ses études en Écosse, à l'université de Dundee. C'est là qu'il fonde le groupe Shrug avec Mark McClelland et Michael Morrison, remplacé en 1997 par Jonny Quinn. Le groupe est rebaptisé Snow Patrol en 1998 et enregistre son premier album, Songs for Polarbears, la même année. Les deux premiers albums du groupe ne rencontrent pas le succès et Lightbody noie sa frustration dans l'alcool et a un comportement erratique. Le succès vient avec Final Straw (2003) et plus encore avec Eyes Open (2006), l'un des albums les plus vendus de la décennie au Royaume-Uni.
En dehors de Snow Patrol, il participe à la fondation du supergroupe écossais The Reindeer Section, constitué également, entre autres, de membres de Belle and Sebastian, Mogwai, The Vaselines, Idlewild, Arab Strap et Teenage Fanclub. Ce supergroupe enregistre et sort deux albums : Y'All Get Scared Now, Ya Hear! en octobre 2001 et Son of Evil Reindeer en août 2002.
C'est aussi un disc jockey confirmé qui a compilé deux DJ mix : The Trip: Created by Snow Patrol (2004) et Late Night Tales: Snow Patrol (2009).
Il crée également en 2009 le supergroupe de folk country Tired Pony (en), avec notamment Peter Buck, qui enregistre les albums The Place We Ran From (2010) et The Ghost of the Mountain (2013), lesquels connaissent un certain succès au Royaume-Uni en intégrant le Top 20 des ventes d'albums.
Il fait un duo en 2012 avec la chanteuse américaine Taylor Swift, sur la chanson The Last Time. En 2013, il fait un caméo dans un épisode de la série télévisée Game of Thrones.
En duo avec Johnny McDaid de Snow Patrol, il compose la musique des crédits du film Mary sorti en 2017.

## Dinstinctions
- Ordre de l'Empire britannique à titre civil : Officier (2020)